# Pius Keller

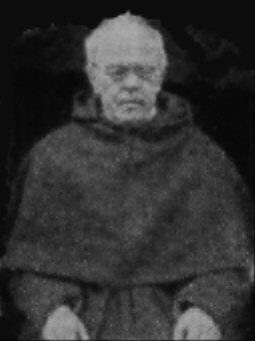
Pius Keller

Pius Keller (Ballinghausen, 30 september 1825 – Münnerstadt, 15 maart 1904) was een Duits geestelijke die zorgde voor een heropbloei van de augustijnen in Duitsland. Keller groeide op in een boerengezin. Hij studeerde in Münnerstadt en aan de Universiteit van Würzburg.
Pius ging naar het seminarie in 1846 en werd priester gewijd in 1849. Hetzelfde jaar werd hij leraar in Münnerstadt en later dat jaar werd hij novice bij de Augustijnen. Hij was het grootste deel van zijn leven leraar en spoorde vele van zijn leerlingen aan om de beginselen van het geloof te volgen. Hij was verschillende malen prior en werd algemeen commissaris en assistent-generaal. In 1895 werd hij gekozen tot provinciaal prior van de nieuw opgerichte Duitse provincie van de Augustijnen. Hij herstelde het gemeenschapsleven en de  trouw aan de regel en de idealen van Sint-Augustinus. De orde groeide onder zijn leiding en tegen 1900 waren er bijna honderd monniken in vijf kloosters. In zijn geschriften sprak Pius over zijn grote liefde voor de geschiedenis en de geestelijke erfenis van de Augustijnen.

## Zaligverklaringsproces
Het bisdom Würzburg opende het canonisatieproces in januari 1934, maar door de Tweede Wereldoorlog raakten vele documenten vernietigd en pas in 1990 werd het proces opnieuw opgestart. In juli 2008 heeft paus Benedictus XVI de heroïsche deugd van Pius Keller erkend. 
- Gemeinsame Normdatei: 118721682
- International Standard Name Identifier: 0000 0000 6123 5955
- SNAC: w6f48mg0
- Virtual International Authority File: 27866282
- WorldCat: E39PBJtrTPDjWKD3WMcKwtRqcP